# Erich Regener
Erich Rudolph Alexander Regener (Bydgoszcz, 12 de novembro de 1881 — Stuttgart, 27 de fevereiro de 1955) foi um físico alemão.
Regener estudou física na Universidade de Berlim, de 1900 a 1905. Foi aluno de Heinrich Rubens, tendo também assistido aulas de Paul Drude, Hans Heinrich Landolt e Max Planck. Doutorado em 1905 com um trabalho proposto por Emil Warburg sobre a influência das radiações de ondas curtas sobre o equilíbrio oxigênio-ozônio na atmosfera, permanecendo como Privatdozent na universidade de Berlim.

## Obra
- Über die chemische Wirkung kurzwelliger Strahlung auf gasförmige Körper, Tese, Friedrich-Wilhelms-Universität zu Berlin, 12 de agosto de 1905
- Über Kathoden-, Röntgen- und Radiumstrahlen, Rede, geh. in d. Kgl. Landwirtschaftlichen Hochschule zu Berlin am 26. Jan. 1915. Berlin ; Wien : Urban & Schwarzenberg, 1915
- Über die Ursache, welche bei den Versuchen von Hrn. F. Ehrenhaft die Existenz eines Subelektrons vortäuscht, Berlin 1920 (Sitzungsbericht d. Preuss. Akademie d. Wiss. Phys.-math. Kl. 1920)
- Aufnahmen des ultravioletten Sonnenspektums in der Stratosphäre und vertikale Ozonverteilung, (mit V. H. Regener), Phys. Z., 35, 788-793, 1934
- Über Ballone mit großer Steiggeschwindigkeit, Thermographen von geringer Trägheit, Quarzbarographen und über die Kondensation und Sublimation von Wasserdampfes bei tiefen Temperaturen, München; Berlin: Oldenbourg, 1941 (Schriften d. Dt. Akademie d. Luftfahrtforschung 37)
- Aufbau und Zusammensetzung der Stratosphäre, München; Berlin: Oldenbourg, 1941 (Schriften der Deutschen Akademie der Luftfahrtforschung 46)
- Optische Interferenzen an dünnen, bei 190 °C kondensierten Eisschichten, 1954